# Kraj Wysoczyna
Kraj Wysoczyna (cz. Kraj Vysočina), do 30 maja 2001 r. kraj igławski, do 31 lipca 2011 w skróconej wersji Vysočina – jedna z czternastu jednostek podziału terytorialnego w Czechach, odpowiednik województwa. Leży na granicy południowo-zachodnich Moraw i południowo-wschodniej części krainy Czechy. Stolicą kraju jest Igława (Jihlava).

## Powiaty Wysoczyny
- Powiat Havlíčkův Brod
- Powiat Igława
- Powiat Pelhřimov
- Powiat Zdziar nad Sazawą
- Powiat Třebíč

## Miasta Wysoczyny
- Igława
- Telč
- Zdziar nad Sazawą
- Třebíč
- Pacov
- Humpolec
- Světlá nad Sázavou
- Pelhřimov
- Havlíčkův Brod
- Chotěboř
- Nové Město na Moravě
- Bystřice nad Pernštejnem
- Náměšť nad Oslavou
- Morawskie Budziejowice
- Velké Meziříčí
- Horní Rápotice